# Abolizione del sultanato ottomano

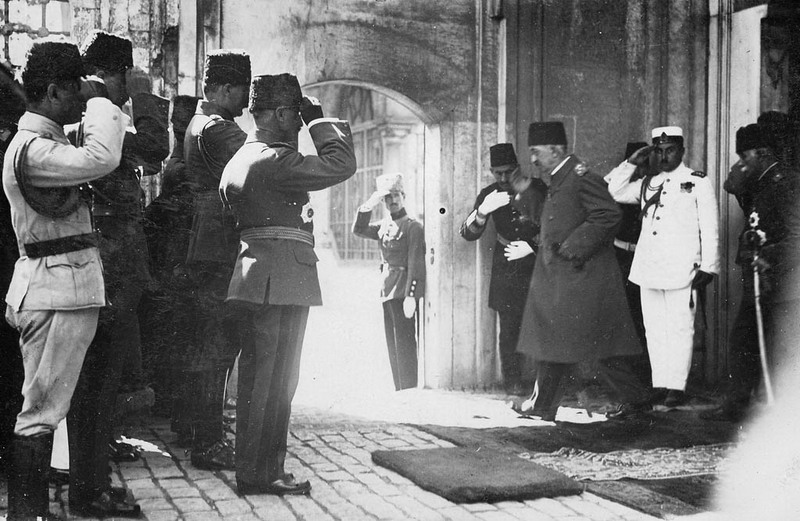
Mehmed VI in partenza dal retro del Palazzo Dolmabahçe.

L'abolizione del sultanato ottomano da parte della Grande Assemblea Nazionale Turca (GANT) avvenne il 1º novembre 1922 e pose fine sia al sultanato che all'Impero ottomano, che duravano rispettivamente sin dal 1299 e dal 1453. L'11 novembre 1922, alla Conferenza di Losanna, venne riconosciuta la sovranità della GANT esercitata dal governo ad Ankara sulla Turchia. L'ultimo sultano, Mehmed VI, lasciò la capitale ottomana, Istanbul, il 17 novembre 1922. La posizione legale della GANT venne consolidata con la firma del Trattato di Losanna il 24 luglio 1923.

## Antefatti
L'entrata dell'Impero ottomano nella prima guerra mondiale tra gli Imperi centrali avvenne l'11 novembre 1914. Gli scontri nel teatro mediorientale terminarono con la firma dell'Armistizio di Mudros il 30 ottobre 1918, che sancì la fine dell'impero. L'occupazione di Costantinopoli da parte delle forze britanniche, francesi ed italiane avvenne il 13 novembre 1918.
La Spartizione dell'Impero ottomano iniziò con il Trattato di Londra (1915) e continuò con accordi multipli, la maggior parte dei quali unilaterali, tra gli Alleati. Le truppe britanniche cominciarono ad occupare gli edifici più importanti dell'Impero e ad arrestare i nazionalisti dopo aver stabilito un governo militare nella notte del 15 marzo 1920. Il 18 marzo 1920 il parlamento ottomano si riunì e inviò una protesta agli Alleati dichiarando che fosse inaccettabile l'arresto di cinque dei suoi membri. Fu l'ultima riunione dell'ente e segnò la fine del sistema politico ottomano. Il sultano Mehmed VI sciolse l'Assemblea generale dell'Impero ottomano l'11 aprile 1920. Il governo d'Istanbul, con l'amministrazione, ma senza il parlamento, venne lasciato attivo con il sultano come colui che prendeva le decisioni.
Il Trattato di Sèvres del 10 agosto 1920 definì la suddivisione dell'Impero. A quell'epoca, ad ondate, vennero esiliati a Malta circa 150 politici. Il Movimento Nazionale Turco, guidato da Mustafa Kemal, stabilì la Grande Assemblea Nazionale Turca ad Ankara il 23 aprile 1920.
La Grande Assemblea Nazionale Turca dichiarò la guerra d'indipendenza turca. La guerra venne dichiarata contro il governo monarchico d'Istanbul. Il sultano Mehmed VI era Califfo. Il governo di Costantinopoli, senza un parlamento, formò il Kuva-yi Inzibatiye, conosciuto come "Esercito del Califfo", per sconfiggere il Kuva-yi Milliye della Grande Assemblea Nazionale.
Avvennero scontri a Bolu, Düzce, Hendek, Adapazarı, insieme alle altre rivolte durante la guerra d'indipendenza turca. L'Esercito del Califfo era favorevole all'Islam, da qui il nome, e veniva armato dai britannici. L'obiettivo strategico dell'Esercito del Califfo e dei britannici era prevenire l'avanzata delle Forze Nazionali verso lo stretto del Bosforo. L'Esercito del Califfo venne sconfitto dal Kuva-yi Milliye. Anche se il Kuva-yi Milliye venne riconosciuto come il primo passo nella liberazione della Turchia, la guerriglia venne abbandonata più tardi. Prima dell'inizio della guerra con i greci, il Kuva-yi Milliye divenne il nucleo di un esercito organizzato turco, che entrò a far parte delle forze armate turche con la dichiarazione della repubblica.

## Fine dell'Impero ottomano
La sovranità dell'Impero ottomano era rappresentata dalla dinastia di Osman I, che  fu il fondatore del sultanato e il relativo omonimo. La sua famiglia governava dal 1299 attraverso la storia dell'Impero, formalmente ottenuto da Maometto II nel 1453, con una discendenza ininterrotta. La dinastia ottomana (con il titolo di sultano e poi altri) mantenne l'autorità suprema sul sistema di governo dell'Impero ottomano. Il sultano era il reggente esclusivo ed assoluto dell'Impero, capo di Stato e capo del governo. I Gran visir ed il sistema di governo stabiliti dalla costituzione ottomana funzionavano a piacere del sultano.
Ai governi d'Istanbul e di Ankara venne inviato un invito degli Alleati ad apparire alla Conferenza di Losanna. Mustafa Kemal era deciso affinché solo il governo di Ankara fosse rappresentato alla conferenza. Il 1º novembre 1922, la Grande Assemblea Nazionale dichiarò che il governo del Sultanato d'Istanbul non era più il rappresentante legale della Turchia. La Grande Assemblea Nazionale decise anche che Istanbul non era più la capitale della nazione dal momento in cui era stata occupata dagli Alleati. Inoltre, dichiarò che il Sultanato sarebbe stato abolito. L'abolizione del Sultanato pose fine all'Impero ottomano. Dopo aver ascoltato la decisione, Mehmed VI trovò rifugio a bordo della nave da guerra britannica Malaya il 17 novembre. I rimanenti ministri del suo governo accettarono la nuova realtà politica. Non ci fu nessun documento ufficiale che dichiarasse la capitolazione del governo o del sultano ottomano; il sistema si trasformò da solo. La Conferenza di Losanna, l'11 novembre 1922, riconobbe la sovranità della Grande Assemblea Nazionale Turca che rimpiazzava l'Impero ottomano. L'ultimo sultano, Mehmed VI, lasciò Istanbul il 17 novembre 1922.
Alla Conferenza di Losanna venne presentata una lista di 600 nomi, che vennero dichiarati personae non gratae. La lista, un who's who dell'Impero ottomano, aveva lo scopo di eliminare l'élite di governo ottomana. Le negoziazioni a Losanna limitarono il numero a 150 ed il trattato venne firmato il 24 luglio 1923.
La dinastia ottomana rappresentava il califfato ottomano dal XIV secolo, a partire dal regno di Murad I. La dinastia ottomana manteneva il titolo di califfo, potere su tutti i musulmani, dato che il cugino di Mehmed Abdülmecid II deteneva il titolo. La dinastia ottomana rimane come erede politico e religioso di Maometto e leader dell'intera comunità musulmana dopo la caduta dell'Impero. Il titolo di Abdülmecid II venne conteso nel 1916 dal leader della rivolta araba, re Husayn ibn Ali dell'Hegiaz, che contestò Mehmet V, ma il suo regno venne sconfitto ed annesso da Ibn Saud nel 1925.
Gli assoggettati greci, bulgari e serbi abbandonarono l'Impero durante il declino e modernizzazione dell'Impero ottomano (1828–1908), mentre gli assoggettati albanesi ed armeni (Movimento nazionale armeno e Prima repubblica di Armenia) abbandonarono l'Impero o vennero uccisi durante la caduta e dissoluzione dell'Impero ottomano (1908–1922). Dal 1922 la maggior parte degli abitanti rimasti in Turchia erano musulmani o di etnia turca o curda. La Grande Assemblea Nazionale Turca proclamò la Repubblica di Turchia il 29 ottobre 1923.
C'erano membri della dinastia ottomana che si trovavano in Turchia (dato che il califfato si trovava ad Istanbul) dopo la proclamazione della repubblica. Venne anche creata una lista d'esilio che venne messa in effetto dalla Repubblica di Turchia il 23 aprile 1924 (rivista il 1º giugno 1924) e che includeva i nomi di 120 membri della deposta dinastia ottomana.